# Norbert Dentressangle
Norbert Dentressangle, meglio conosciuta in Italia come ND Logistics, è stata una delle più importanti aziende francesi di trasporto e logistica. Fondata nel 1979, inizialmente era concentrata sul trasporto incrociato tra Francia e Regno Unito.

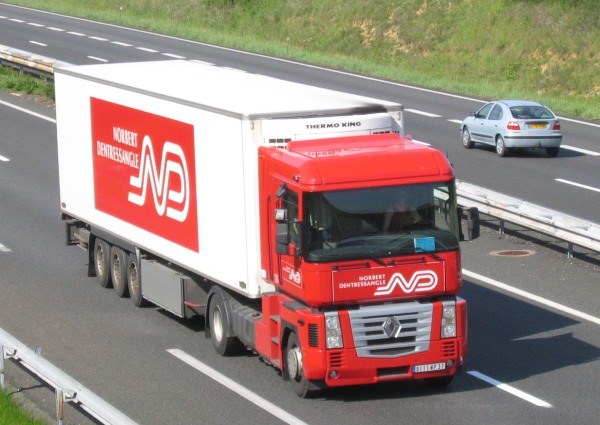
Automezzo con le insegne ND

Nel 2007, Norbert Dentressangle raddoppia la sua dimensione e consolida significativamente la sua posizione in Europa con l'acquisizione di Christian Salvesen plc. Nel 2012, il provider raggiunge un fatturato di 3.9 miliardi di €, grazie all'integrazione di TDG.
Nel 2015 è stata acquisita dall'azienda statunitense XPO Logistic e l'anno successivo è scomparso come marchio autonomo.

## Storia
- 1979: Fondazione dell'azienda
- 1979-1989: Sviluppo dell'attività fra l'Europa continentale e il Regno Unito
- 1994: Quotazione alla Borsa di Parigi
- 1998: Avvio delle attività nel settore logistica
- 2007: Acquisizione di Christian Salvesen
- 2010: Acquisizione di Freight Forwarding
- 2011: Acquisizione di TDG e APC Bejing
- 2013: Acquisizione delle attività di Fiege Italia, Spagna e Portogallo[2]
- 2015: Acquisto da parte di XPO Logistic e cessazione di operatività autonoma